# ميس شيبي
ميس شيبي (الاسم العلمي:Celtis schippii) هو نوع من النباتات يتبع جنس الميس من الفصيلة القنبية.